# Euginoma crispa
Euginoma crispa är en mossdjursart som beskrevs av Jean-Loup d'Hondt 1981. Euginoma crispa ingår i släktet Euginoma och familjen Cellariidae. Inga underarter finns listade i Catalogue of Life.